# أولسيني
أولسيني (بالألبانية: Ulqin) هي بلدة على الساحل الجنوبي لدولة الجبل الأسود وعاصمة بلدية أولسيني. ويبلغ عدد سكانها 10,707 نسمة حسب إحصاء 2011، ومعظمهم من الألبان.
باعتبارها واحدة من أقدم المستوطنات في ساحل البحر الأدرياتيكي، تأسست أولسيني في القرن الخامس قبل الميلاد. تم الاستيلاء عليها من قبل الرومان في 163 قبل الميلاد من الإليريين. مع تقسيم الإمبراطورية الرومانية، أصبحت جزءًا من الإمبراطورية البيزنطية. خلال العصور الوسطى كانت أولسيني تحت حكم السلاف الجنوبيين لعدة قرون. في 1405 أصبحت جزءًا من جمهورية البندقية وفي عام 1571 جزءًا من الإمبراطورية العثمانية. تم التنازل عن أولسيني لإمارة الجبل الأسود في عام 1878.
تعد أولسيني مقصدا للسياح، ويوجد فيها كل من شاطئ فيليكا بلازا، بحيرة شاس، جزيرة أدا بوجانا وقلعة أولسيني القديمة. أولسيني أيضا هي مركز الجالية الألبانية في الجبل الأسود.

## تعداد السكان

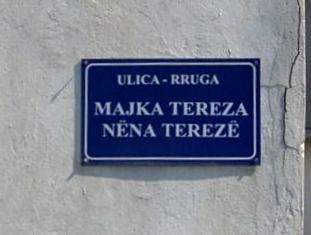
علامة إرشادية ثنائية اللغة في أولسيني.

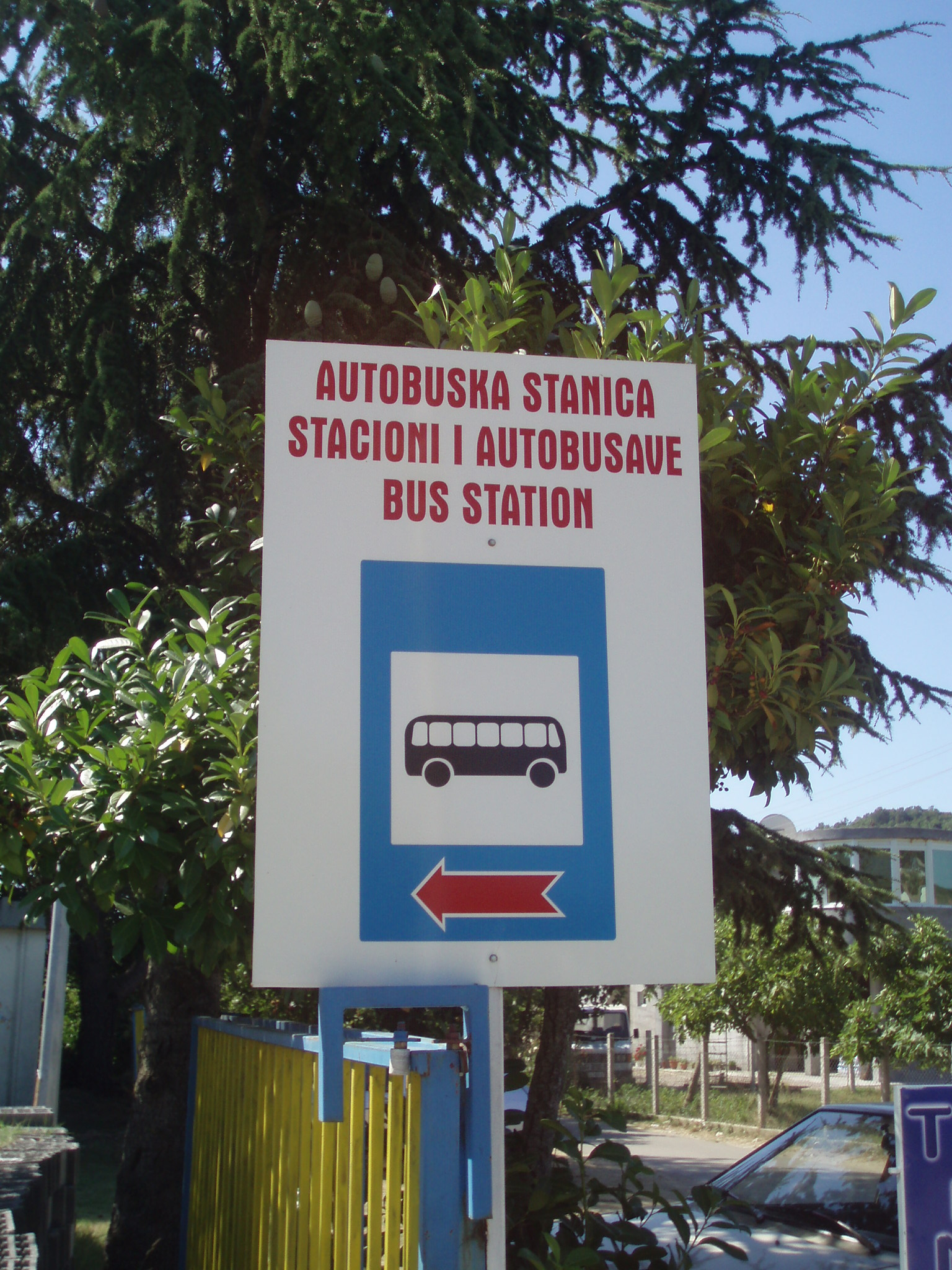
علامة إرشادية ثلاثية اللغة في أولسيني.

أولسيني هي المركز الإداري لبلدية أولسيني، التي يبلغ عدد سكانها 191,921. يبلغ عدد سكان مدينة أولسينج 10,707 نسمة. بلدية أولسينج هي مركز الجالية الألبانية في الجبل الأسود حيث يشكلون نسبة 70٪ من تعداد السكان، وهي واحدة من بلديتين في الجبل الأسود حيث يشكل الألبان أغلبية السكان حيث توزي هي البلدية الأخرى بأغلبية 68٪.
| المدينة | السكان        |
| ------- | ------------- |
| إناث    | 9,983(50.11%) |
| ذكور    | 9,938(49.89%) |

| المدينة | السكان        |
| ------- | ------------- |
| إناث    | 5,441(50.82%) |
| ذكور    | 5,266(49.18%) |

### العرق واللغة والدين
أغلبية المجموعة العرقية في أولسيني هم من الألبان. أكبر اللغات المتحدثة هي الألبانية.
السكان حسب العرق (تعداد 2011):
| \| سكان أولسيني (البلدية) حسب العرق \| سكان أولسيني (البلدية) حسب العرق \| سكان أولسيني (البلدية) حسب العرق \| سكان أولسيني (البلدية) حسب العرق \| سكان أولسيني (البلدية) حسب العرق \| \| -------------------------------- \| -------------------------------- \| -------------------------------- \| -------------------------------- \| -------------------------------- \| \| \| \| \| \| \| \| الألبان \| الألبان \| \| 70.66% \| 70.66% \| \| مونتنغريون \| مونتنغريون \| \| 12.44% \| 12.44% \| \| البوشناق \| البوشناق \| \| 6.12% \| 6.12% \| \| الصرب \| الصرب \| \| 5.75% \| 5.75% \| \| الغجر \| الغجر \| \| 1.17% \| 1.17% \| \| آخرون \| آخرون \| \| 3.86% \| 3.86% \| |            |  |        |        |
| سكان أولسيني (البلدية) حسب العرق |            |  |        |        |
| |            |  |        |        |
| الألبان | الألبان    |  | 70.66% | 70.66% |
| مونتنغريون | مونتنغريون |  | 12.44% | 12.44% |
| البوشناق | البوشناق   |  | 6.12%  | 6.12%  |
| الصرب | الصرب      |  | 5.75%  | 5.75%  |
| الغجر | الغجر      |  | 1.17%  | 1.17%  |
| آخرون | آخرون      |  | 3.86%  | 3.86%  |

| سكان أولسيني (البلدية) حسب العرق | سكان أولسيني (البلدية) حسب العرق | سكان أولسيني (البلدية) حسب العرق | سكان أولسيني (البلدية) حسب العرق | سكان أولسيني (البلدية) حسب العرق |
| -------------------------------- | -------------------------------- | -------------------------------- | -------------------------------- | -------------------------------- |
|                                  |                                  |                                  |                                  |                                  |
| الألبان                          | الألبان                          |                                  | 70.66%                           | 70.66%                           |
| مونتنغريون                       | مونتنغريون                       |                                  | 12.44%                           | 12.44%                           |
| البوشناق                         | البوشناق                         |                                  | 6.12%                            | 6.12%                            |
| الصرب                            | الصرب                            |                                  | 5.75%                            | 5.75%                            |
| الغجر                            | الغجر                            |                                  | 1.17%                            | 1.17%                            |
| آخرون                            | آخرون                            |                                  | 3.86%                            | 3.86%                            |

| \| سكان أولسيني (البلدة) حسب العرق \| سكان أولسيني (البلدة) حسب العرق \| سكان أولسيني (البلدة) حسب العرق \| سكان أولسيني (البلدة) حسب العرق \| سكان أولسيني (البلدة) حسب العرق \| \| ------------------------------- \| ------------------------------- \| ------------------------------- \| ------------------------------- \| ------------------------------- \| \| \| \| \| \| \| \| الألبان \| الألبان \| \| 60.89% \| 60.89% \| \| مونتنغريون \| مونتنغريون \| \| 17.07% \| 17.07% \| \| الصرب \| الصرب \| \| 8.54% \| 8.54% \| \| البوشناق \| البوشناق \| \| 7.30% \| 7.30% \| \| الغجر \| الغجر \| \| 2.12% \| 2.12% \| \| آخرون \| آخرون \| \| 4.08% \| 4.08% \| |            |  |        |        |
| سكان أولسيني (البلدة) حسب العرق |            |  |        |        |
| |            |  |        |        |
| الألبان | الألبان    |  | 60.89% | 60.89% |
| مونتنغريون | مونتنغريون |  | 17.07% | 17.07% |
| الصرب | الصرب      |  | 8.54%  | 8.54%  |
| البوشناق | البوشناق   |  | 7.30%  | 7.30%  |
| الغجر | الغجر      |  | 2.12%  | 2.12%  |
| آخرون | آخرون      |  | 4.08%  | 4.08%  |

| سكان أولسيني (البلدة) حسب العرق | سكان أولسيني (البلدة) حسب العرق | سكان أولسيني (البلدة) حسب العرق | سكان أولسيني (البلدة) حسب العرق | سكان أولسيني (البلدة) حسب العرق |
| ------------------------------- | ------------------------------- | ------------------------------- | ------------------------------- | ------------------------------- |
|                                 |                                 |                                 |                                 |                                 |
| الألبان                         | الألبان                         |                                 | 60.89%                          | 60.89%                          |
| مونتنغريون                      | مونتنغريون                      |                                 | 17.07%                          | 17.07%                          |
| الصرب                           | الصرب                           |                                 | 8.54%                           | 8.54%                           |
| البوشناق                        | البوشناق                        |                                 | 7.30%                           | 7.30%                           |
| الغجر                           | الغجر                           |                                 | 2.12%                           | 2.12%                           |
| آخرون                           | آخرون                           |                                 | 4.08%                           | 4.08%                           |

السكان حسب اللغة الأم (تعداد 2011):
| \| سكان أولسيني (البلدية) حسب اللغة الأم \| سكان أولسيني (البلدية) حسب اللغة الأم \| سكان أولسيني (البلدية) حسب اللغة الأم \| سكان أولسيني (البلدية) حسب اللغة الأم \| سكان أولسيني (البلدية) حسب اللغة الأم \| \| ------------------------------------- \| ------------------------------------- \| ------------------------------------- \| ------------------------------------- \| ------------------------------------- \| \| \| \| \| \| \| \| الألبانية \| الألبانية \| \| 72.04% \| 72.04% \| \| الصربية \| الصربية \| \| 11.97% \| 11.97% \| \| مونتنغرية \| مونتنغرية \| \| 10.73% \| 10.73% \| \| البوسنية \| البوسنية \| \| 1.04% \| 1.04% \| \| أخرى \| أخرى \| \| 4.22% \| 4.22% \| |           |  |        |        |
| سكان أولسيني (البلدية) حسب اللغة الأم |           |  |        |        |
| |           |  |        |        |
| الألبانية | الألبانية |  | 72.04% | 72.04% |
| الصربية | الصربية   |  | 11.97% | 11.97% |
| مونتنغرية | مونتنغرية |  | 10.73% | 10.73% |
| البوسنية | البوسنية  |  | 1.04%  | 1.04%  |
| أخرى | أخرى      |  | 4.22%  | 4.22%  |

| سكان أولسيني (البلدية) حسب اللغة الأم | سكان أولسيني (البلدية) حسب اللغة الأم | سكان أولسيني (البلدية) حسب اللغة الأم | سكان أولسيني (البلدية) حسب اللغة الأم | سكان أولسيني (البلدية) حسب اللغة الأم |
| ------------------------------------- | ------------------------------------- | ------------------------------------- | ------------------------------------- | ------------------------------------- |
|                                       |                                       |                                       |                                       |                                       |
| الألبانية                             | الألبانية                             |                                       | 72.04%                                | 72.04%                                |
| الصربية                               | الصربية                               |                                       | 11.97%                                | 11.97%                                |
| مونتنغرية                             | مونتنغرية                             |                                       | 10.73%                                | 10.73%                                |
| البوسنية                              | البوسنية                              |                                       | 1.04%                                 | 1.04%                                 |
| أخرى                                  | أخرى                                  |                                       | 4.22%                                 | 4.22%                                 |

| \| سكان أولسيني (البلدة) حسب اللغة الأم \| سكان أولسيني (البلدة) حسب اللغة الأم \| سكان أولسيني (البلدة) حسب اللغة الأم \| سكان أولسيني (البلدة) حسب اللغة الأم \| سكان أولسيني (البلدة) حسب اللغة الأم \| \| ------------------------------------ \| ------------------------------------ \| ------------------------------------ \| ------------------------------------ \| ------------------------------------ \| \| \| \| \| \| \| \| الألبانية \| الألبانية \| \| 62.29% \| 62.29% \| \| الصربية \| الصربية \| \| 18.18% \| 18.18% \| \| مونتنغرية \| مونتنغرية \| \| 13.73% \| 13.73% \| \| البوسنية \| البوسنية \| \| 1.19% \| 1.19% \| \| أخرى \| أخرى \| \| 4.61% \| 4.61% \| |           |  |        |        |
| سكان أولسيني (البلدة) حسب اللغة الأم |           |  |        |        |
| |           |  |        |        |
| الألبانية | الألبانية |  | 62.29% | 62.29% |
| الصربية | الصربية   |  | 18.18% | 18.18% |
| مونتنغرية | مونتنغرية |  | 13.73% | 13.73% |
| البوسنية | البوسنية  |  | 1.19%  | 1.19%  |
| أخرى | أخرى      |  | 4.61%  | 4.61%  |

| سكان أولسيني (البلدة) حسب اللغة الأم | سكان أولسيني (البلدة) حسب اللغة الأم | سكان أولسيني (البلدة) حسب اللغة الأم | سكان أولسيني (البلدة) حسب اللغة الأم | سكان أولسيني (البلدة) حسب اللغة الأم |
| ------------------------------------ | ------------------------------------ | ------------------------------------ | ------------------------------------ | ------------------------------------ |
|                                      |                                      |                                      |                                      |                                      |
| الألبانية                            | الألبانية                            |                                      | 62.29%                               | 62.29%                               |
| الصربية                              | الصربية                              |                                      | 18.18%                               | 18.18%                               |
| مونتنغرية                            | مونتنغرية                            |                                      | 13.73%                               | 13.73%                               |
| البوسنية                             | البوسنية                             |                                      | 1.19%                                | 1.19%                                |
| أخرى                                 | أخرى                                 |                                      | 4.61%                                | 4.61%                                |

السكان حسب الدين (إحصاء 2011):
| \| سكان أولسيني (البلدية) حسب الدين \| سكان أولسيني (البلدية) حسب الدين \| سكان أولسيني (البلدية) حسب الدين \| سكان أولسيني (البلدية) حسب الدين \| سكان أولسيني (البلدية) حسب الدين \| \| -------------------------------- \| -------------------------------- \| -------------------------------- \| -------------------------------- \| -------------------------------- \| \| \| \| \| \| \| \| الإسلام \| الإسلام \| \| 71.82% \| 71.82% \| \| مسيحية أرثوذكسية \| مسيحية أرثوذكسية \| \| 14.88% \| 14.88% \| \| كاثوليكية \| كاثوليكية \| \| 11.02% \| 11.02% \| \| أخرى \| أخرى \| \| 2.28% \| 2.28% \| |                  |  |        |        |
| سكان أولسيني (البلدية) حسب الدين |                  |  |        |        |
| |                  |  |        |        |
| الإسلام | الإسلام          |  | 71.82% | 71.82% |
| مسيحية أرثوذكسية | مسيحية أرثوذكسية |  | 14.88% | 14.88% |
| كاثوليكية | كاثوليكية        |  | 11.02% | 11.02% |
| أخرى | أخرى             |  | 2.28%  | 2.28%  |

| سكان أولسيني (البلدية) حسب الدين | سكان أولسيني (البلدية) حسب الدين | سكان أولسيني (البلدية) حسب الدين | سكان أولسيني (البلدية) حسب الدين | سكان أولسيني (البلدية) حسب الدين |
| -------------------------------- | -------------------------------- | -------------------------------- | -------------------------------- | -------------------------------- |
|                                  |                                  |                                  |                                  |                                  |
| الإسلام                          | الإسلام                          |                                  | 71.82%                           | 71.82%                           |
| مسيحية أرثوذكسية                 | مسيحية أرثوذكسية                 |                                  | 14.88%                           | 14.88%                           |
| كاثوليكية                        | كاثوليكية                        |                                  | 11.02%                           | 11.02%                           |
| أخرى                             | أخرى                             |                                  | 2.28%                            | 2.28%                            |

| \| سكان أولسيني (البلدة) حسب الدين \| سكان أولسيني (البلدة) حسب الدين \| سكان أولسيني (البلدة) حسب الدين \| سكان أولسيني (البلدة) حسب الدين \| سكان أولسيني (البلدة) حسب الدين \| \| ------------------------------- \| ------------------------------- \| ------------------------------- \| ------------------------------- \| ------------------------------- \| \| \| \| \| \| \| \| الإسلام \| الإسلام \| \| 68.15% \| 68.15% \| \| مسيحية أرثوذكسية \| مسيحية أرثوذكسية \| \| 22.65% \| 22.65% \| \| كاثوليكية \| كاثوليكية \| \| 6.45% \| 6.45% \| \| أخرى \| أخرى \| \| 2.75% \| 2.75% \| |                  |  |        |        |
| سكان أولسيني (البلدة) حسب الدين |                  |  |        |        |
| |                  |  |        |        |
| الإسلام | الإسلام          |  | 68.15% | 68.15% |
| مسيحية أرثوذكسية | مسيحية أرثوذكسية |  | 22.65% | 22.65% |
| كاثوليكية | كاثوليكية        |  | 6.45%  | 6.45%  |
| أخرى | أخرى             |  | 2.75%  | 2.75%  |

| سكان أولسيني (البلدة) حسب الدين | سكان أولسيني (البلدة) حسب الدين | سكان أولسيني (البلدة) حسب الدين | سكان أولسيني (البلدة) حسب الدين | سكان أولسيني (البلدة) حسب الدين |
| ------------------------------- | ------------------------------- | ------------------------------- | ------------------------------- | ------------------------------- |
|                                 |                                 |                                 |                                 |                                 |
| الإسلام                         | الإسلام                         |                                 | 68.15%                          | 68.15%                          |
| مسيحية أرثوذكسية                | مسيحية أرثوذكسية                |                                 | 22.65%                          | 22.65%                          |
| كاثوليكية                       | كاثوليكية                       |                                 | 6.45%                           | 6.45%                           |
| أخرى                            | أخرى                            |                                 | 2.75%                           | 2.75%                           |

## علاقات دولية

### المدن التوأم – المدن الشقيقة
أولسيني تربطها علاقة توأمة مع المدن التالية:
| - – ليزينغ (المقاطعة 23 في فيينا)، النمسا - – لوكافاكس، البوسنة والهرسك - – ستاري غراد، البوسنة والهرسك - – بريزرن، كوسوفو - – أوجهورود، أوكرانيا | - – بيرات، ألبانيا - – دراس، ألبانيا - – شريك، تركيا |

## السياحة

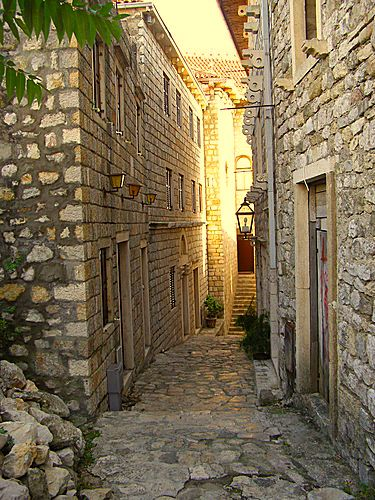
مدينة أولسينج القديمة

تعتبر منطقة الساحل الجنوبي في الجبل الأسود واحدة من «الاكتشافات» الجديدة العظيمة بين السياح حول العالم. في يناير2010، صنفت صحيفة نيويورك تايمز منطقة الساحل الجنوبي أولسيني في الجبل الأسود، بما في ذلك فيليكا بلازا، وأدا بوجانا، وفندق ميديتران أوف أولسيني، ضمن قائمة «أفضل 31 مكان للزيارة في 2010» كجزء من الترتيب العالمي للوجهات السياحية.

## المناخ
مناخ أولسيني مناخ متوسطي (CSA). الشتاء بارد وممطر للغاية، والصيف حار ورطب مع زخات رعدية محتملة بعد الظهر. على عكس بودغوريتسا درجات الحرارة نادرا جدا ما تتجاوز 35 °م (95 °ف) ونادرا ما تنخفض عن درجة 0 °م (32 °ف). 
| البيانات المناخية لـأولسيني، الجبل الأسود                     | البيانات المناخية لـأولسيني، الجبل الأسود | البيانات المناخية لـأولسيني، الجبل الأسود | البيانات المناخية لـأولسيني، الجبل الأسود | البيانات المناخية لـأولسيني، الجبل الأسود | البيانات المناخية لـأولسيني، الجبل الأسود | البيانات المناخية لـأولسيني، الجبل الأسود | البيانات المناخية لـأولسيني، الجبل الأسود | البيانات المناخية لـأولسيني، الجبل الأسود | البيانات المناخية لـأولسيني، الجبل الأسود | البيانات المناخية لـأولسيني، الجبل الأسود | البيانات المناخية لـأولسيني، الجبل الأسود | البيانات المناخية لـأولسيني، الجبل الأسود | البيانات المناخية لـأولسيني، الجبل الأسود |
| الشهر                                                         | يناير                                     | فبراير                                    | مارس                                      | أبريل                                     | مايو                                      | يونيو                                     | يوليو                                     | أغسطس                                     | سبتمبر                                    | أكتوبر                                    | نوفمبر                                    | ديسمبر                                    | المعدل السنوي                             |
| ------------------------------------------------------------- | ----------------------------------------- | ----------------------------------------- | ----------------------------------------- | ----------------------------------------- | ----------------------------------------- | ----------------------------------------- | ----------------------------------------- | ----------------------------------------- | ----------------------------------------- | ----------------------------------------- | ----------------------------------------- | ----------------------------------------- | ----------------------------------------- |
| متوسط درجة الحرارة الكبرى °م (°ف)                             | 10.7 (51.3)                               | 11.6 (52.9)                               | 14.7 (58.5)                               | 17.9 (64.2)                               | 22.1 (71.8)                               | 26.2 (79.2)                               | 29.2 (84.6)                               | 29.2 (84.6)                               | 26.1 (79.0)                               | 21.3 (70.3)                               | 16.1 (61.0)                               | 12.1 (53.8)                               | 19.8 (67.6)                               |
| المتوسط اليومي °م (°ف)                                        | 7.1 (44.8)                                | 7.9 (46.2)                                | 10.6 (51.1)                               | 13.6 (56.5)                               | 17.9 (64.2)                               | 21.7 (71.1)                               | 24.4 (75.9)                               | 24.2 (75.6)                               | 21.2 (70.2)                               | 16.8 (62.2)                               | 12.2 (54.0)                               | 8.6 (47.5)                                | 15.5 (59.9)                               |
| متوسط درجة الحرارة الصغرى °م (°ف)                             | 4.1 (39.4)                                | 4.7 (40.5)                                | 7.2 (45.0)                                | 10.1 (50.2)                               | 14.1 (57.4)                               | 17.8 (64.0)                               | 20.2 (68.4)                               | 20.1 (68.2)                               | 17.3 (63.1)                               | 13.1 (55.6)                               | 9.0 (48.2)                                | 5.6 (42.1)                                | 11.9 (53.5)                               |
| الهطول مم (إنش)                                               | 149.3 (5.88)                              | 137.9 (5.43)                              | 115.7 (4.56)                              | 115.2 (4.54)                              | 66.9 (2.63)                               | 46.5 (1.83)                               | 25.2 (0.99)                               | 48.6 (1.91)                               | 84.6 (3.33)                               | 148.2 (5.83)                              | 173.7 (6.84)                              | 146.1 (5.75)                              | 1٬257٫9 (49.52)                           |
| متوسط أيام هطول الأمطار (≥ 0.1 mm)                            | 12                                        | 12                                        | 12                                        | 12                                        | 8                                         | 7                                         | 4                                         | 4                                         | 7                                         | 10                                        | 13                                        | 12                                        | 113                                       |
| متوسط الرطوبة النسبية (%)                                     | 66                                        | 64                                        | 66                                        | 70                                        | 71                                        | 69                                        | 62                                        | 63                                        | 66                                        | 67                                        | 69                                        | 67                                        | 67                                        |
| ساعات سطوع الشمس الشهرية                                      | 121.3                                     | 126.8                                     | 170.5                                     | 202.3                                     | 263.7                                     | 299.2                                     | 349.9                                     | 319.6                                     | 255.8                                     | 195.7                                     | 134.6                                     | 118.2                                     | 2٬557٫6                                   |
| المصدر: Hydrological and Meteorological Service of Montenegro |                                           |                                           |                                           |                                           |                                           |                                           |                                           |                                           |                                           |                                           |                                           |                                           |                                           |

## روابط خارجية
- الموقع الرسمي (باللغة الألبانية)
- الموقع الرسمي (باللغة المونتنغرية)